# La Bonaigua de Baix
La Bonaigua de Baix és un veïnat del terme municipal d'Alt Àneu, situat a la vall de la Bonaigua, a la comarca del Pallars Sobirà.
Està situat al peu de la carretera C-28, a 1.440 m d'altitud, en el punt quilomètric 57, just abans que la carretera comenci a enfilar-se cap al Port de la Bonaigua. És un petit veïnat modern, on l'única casa antiga és Casa Sastrada. De tota manera, compta com a unitat de població en els censos oficials contemporanis, tot i que no apareix mai en els antics.

## Etimologia
Es tracta d'un topònim romànic modern, de caràcter descriptiu: respecte de la Bonaigua de Dalt (el Port de la Bonaigua), aquesta caseria està situada al capdavall de la vall del Riu de la Bonaigua.